# 南榎町
南榎町（日语：／ Minami-enokichō */?）是東京都新宿區的町名。未實施住居表示。當地人口為1,316人（2013年8月1日）。郵遞區號是162-0852。

## 地理
位於新宿區東北部。北臨榎町，東北部與東部接矢來町，東南部連北山伏町，南鄰市谷山伏町，西通辯天町。
地域內以住宅地為主。

## 歷史
1872年（明治5年），御先手組屋敷舊址成立牛込南榎町。1911年（明治44年）去除「牛込」冠稱。

### 地名由來
因位於榎町南側而得名。

## 交通
町域內沒有鐵路車站，可利用東京地下鐵東西線早稻田站，地域南部可利用都營地下鐵大江戶線牛込柳町站。

## 設施
- 新宿區立南榎公園

## 備註
1. ↑  『角川日本地名大辞典 13　東京都』、角川書店、1991年再版、P879
2. ↑  .   [2013-08-10]. （原始内容存档于2014-08-19）.

## 外部連結
- 新宿區役所（页面存档备份，存于）